# Cleostratus helleri
Cleostratus helleri är en insektsart som beskrevs av Günther, K. 1938. Cleostratus helleri ingår i släktet Cleostratus och familjen torngräshoppor. Inga underarter finns listade i Catalogue of Life.